# Na Estrada da Vida
Na Estrada da Vida és una pel·lícula brasilera de 1980, del gènere drama biogràfic- musical, dirigida per Nelson Pereira dos Santos.

## Argument
La pel·lícula explica les dificultats que han viscut el duet Milionário & José Rico fins que van assolir l'èxit, mostrant a la perfecció com de difícil és per a les persones humils mostrar el seu talent.
El mateix duet va escenificar la seva carrera com a pintors de parets per sobreviure i van actuar en circs, fins i tot amb marquesines, dormint en pastures obertes, menjant taronges fins que van aconseguir gravar el primer LP.
Tanmateix, l'enregistrament del primer LP no va suposar per al duet, que aquell èxit estava assegurat, van haver de lluitar i molt per arribar a la tan somiada consagració, que va arribar per un "miracle", perquè hi ha a la pel·lícula una interessant història, el duet va anar al Santuari d'Aparecida, i, en entrar a l'Església, van demanar al Sant que es convertís en el "Cap", perquè la gent pogués entendre el cant del duet, que parlava d'amor, natura, el poble, i com que no tenien res a oferir al Sant, van deixar un disc a l'altar com a obsequi. El mossèn, es va trobar amb el disc i va imaginar que qui l'havia deixat a l'Església no necessitava res, i va ordenar que el lliurassin a l'emissora d'Aparecida perquè els programadors veiessin si es podia utilitzar. El locutor el va sentir, li va agradar i va decidir tocar el disc. A partir d'aquell moment, Nossa Senhora Aparecida ja era la "Jefa" del duet.

## Repartiment
- Nádia Lippi.... Madalena
- Milionário e José Rico.... ells mateixos
- Turíbio Ruiz.... Pedro
- Sílvia Leblon .... Isabel